# Podi della XXIX Olimpiade
Le giornate dei Giochi della XXIX Olimpiade, tenutisi a Pechino tra il 9 agosto e il 24 agosto 2008, sono state scandite dall'assegnazione delle medaglie nei vari eventi delle 28 discipline del programma.
Di seguito sono riportati i podi giorno per giorno come da calendario. Per le discipline con due e più atleti (dai tuffi sincronizzati al calcio) si parla di squadra e la medaglia va assegnata alla nazione. Nel caso di atleta singolo è riportato nome e cognome, nel caso di atleti della Cina, Giappone, Corea del Sud e del Nord, si riporta prima il cognome e poi il nome (come loro tradizione).

## Riepilogo

### 1ª giornata (9 agosto)
| Disciplina        | Evento                                 | Oro                     | Argento           | Bronzo                      |
| Ciclismo          | Corsa in linea maschile                | Samuel Sánchez          | Fabian Cancellara | Aleksandr Kolobnev          |
| Judo              | 48 kg femminile                        | Alina Alexandra Dumitru | Yanet Bermoy      | Paula Pareto Ryoko Tani     |
| Judo              | 60 kg maschile                         | Choi Min-ho             | Ludwig Paischer   | Rishod Sobirov Ruben Houkes |
| Scherma           | Sciabola individuale femminile         | Mariel Zagunis          | Sada Jacobson     | Rebecca Ward                |
| Sollevamento pesi | 48 kg femminile                        | Chen Xiexia             | Sibel Özkan       | Chen Wei-ling               |
| Tiro              | Carabina 10 m aria compressa femminile | Kateřina Emmons         | Ljubov' Galkina   | Snježana Pejčić             |
| Tiro              | Pistola 10 m aria compressa maschile   | Pang Wei                | Jin Jong-oh       | Jason Turner                |

### 2ª giornata (10 agosto)
| Disciplina        | Evento                                | Oro                              | Argento           | Bronzo                          |
| Ciclismo          | Corsa in linea femminile              | Nicole Cooke                     | Emma Johansson    | Tatiana Guderzo                 |
| Judo              | 52 kg femminile                       | Xian Dongmei                     | An Kum-ae         | Soraya Haddad Misato Nakamura   |
| Judo              | 66 kg maschile                        | Masato Uchishiba                 | Benjamin Darbelet | Yordanis Arencibia Pak Chol-min |
| Nuoto             | 400 m misti femminili                 | Stephanie Rice                   | Kirsty Coventry   | Katie Hoff                      |
| Nuoto             | 400 m misti maschili                  | Michael Phelps                   | László Cseh       | Ryan Lochte                     |
| Nuoto             | 4x100 m stile libero femminili        | Paesi Bassi                      | Stati Uniti       | Australia                       |
| Nuoto             | 400 m stile libero maschile           | Park Tae-hwan                    | Zhang Lin         | Larsen Jensen                   |
| Scherma           | Spada individuale maschile            | Matteo Tagliariol                | Fabrice Jeannet   | José Luis Abajo                 |
| Sollevamento pesi | 53 kg femminile                       | Prapawadee Jaroenrattanatarakoon | Yoon Jin-hee      | Anastasija Novikava             |
| Sollevamento pesi | 56 kg maschile                        | Qinqquan Long                    | Hoàng Anh Tuấn    | Eko Yuli Irawan                 |
| Tiro              | Pistola 10 m aria compressa femminile | Guo Wenjun                       | Natal'ja Paderina | Nino Salukvadze                 |
| Tiro              | Fossa olimpica maschile               | David Kostelecký                 | Giovanni Pellielo | Aleksei Alipov                  |
| Tiro con l'arco   | Gara a squadre femminile              | Corea del Sud                    | Cina              | Francia                         |
| Tuffi             | Trampolino 3 m sincro femminile       | Cina                             | Russia            | Germania                        |

### 3ª giornata (11 agosto)
| Disciplina        | Evento                                    | Oro                 | Argento             | Bronzo                         |
| Judo              | 57 kg femminile                           | Giulia Quintavalle  | Deborah Gravenstijn | Xu Yan Ketleyn Quadros         |
| Judo              | 73 kg maschile                            | Elnur Məmmədli      | Wang Ki-chun        | Rasul Boqiev Leandro Guilheiro |
| Nuoto             | 100 m rana maschili                       | Kōsuke Kitajima     | Alexander Dale Oen  | Hugues Duboscq                 |
| Nuoto             | 100 m farfalla femminili                  | Lisbeth Trickett    | Christine Magnuson  | Jessicah Schipper              |
| Nuoto             | 4x100 m stile libero maschile             | Stati Uniti         | Francia             | Australia                      |
| Nuoto             | 400 m stile libero femminili              | Rebecca Adlington   | Katie Hoff          | Joanne Jackson                 |
| Scherma           | Fioretto individuale femminile            | Valentina Vezzali   | Nam Hyun-hee        | Margherita Granbassi           |
| Sollevamento pesi | 58 kg femminile                           | Chen Yanqing        | Marina Šainova      | O Jong-ae                      |
| Sollevamento pesi | 62 kg maschile                            | Zhang Xiangxiang    | Diego Salazar       | Triyatno                       |
| Tiro              | Carabina 10 metri aria compressa maschile | Abhinav Bindra      | Zhu Qinan           | Henri Häkkinen                 |
| Tiro              | Trap femminile                            | Satu Mäkelä-Nummela | Zuzana Štefečeková  | Corey Cogdell                  |
| Tiro con l'arco   | Gara a squadre maschile                   | Corea del Sud       | Italia              | Cina                           |
| Tuffi             | Piattaforma 10 m sincro maschile          | Cina                | Germania            | Russia                         |

### 4ª giornata (12 agosto)
| Disciplina           | Evento                            | Oro              | Argento             | Bronzo                            |
| Canoa/kayak          | Slalom C-1 maschile               | Michal Martikán  | David Florence      | Robin Bell                        |
| Canoa/kayak          | Slalom K-1 maschile               | Alexander Grimm  | Fabien Lefèvre      | Benjamin Boukpeti                 |
| Equitazione          | Completo individuale              | Hinrich Romeike  | Gina Miles          | Kristina Cook                     |
| Equitazione          | Completo a squadre                | Germania         | Australia           | Regno Unito                       |
| Ginnastica artistica | Concorso a squadre maschile       | Cina             | Giappone            | Stati Uniti                       |
| Judo                 | 63 kg femminile                   | Ayumi Tanimoto   | Lucie Decosse       | Elisabeth Willeboordse Won Ok-im  |
| Judo                 | 81 kg maschile                    | Ole Bischof      | Kim Jae-bum         | Tiago Camilo Roman Hontjuk        |
| Lotta                | Greco-romana 55 kg                | Nazir Mankiev    | Rövşən Bayramov     | Roman Amoyan Park Eun-chul        |
| Lotta                | Greco-romana 60 kg                | Mavlet Batirov   | Kenichi Yumoto      | Bazar Bazarguruev Morad Mohammadi |
| Nuoto                | 100 m dorso femminili             | Natalie Coughlin | Kirsty Coventry     | Margaret Hoelzer                  |
| Nuoto                | 100 m rana femminili              | Leisel Jones     | Rebecca Soni        | Mirna Jukić                       |
| Nuoto                | 100 m dorso maschili              | Aaron Peirsol    | Matt Grevers        | Hayden Stoeckel Arkadij Vjatčanin |
| Nuoto                | 200 m stile libero maschili       | Michael Phelps   | Park Tae-hwan       | Peter Vanderkaay                  |
| Scherma              | Sciabola individuale maschile     | Zhong Man        | Nicolas Lopez       | Mihai Covaliu                     |
| Sollevamento pesi    | 63 kg femminile                   | Pak Hyon-suk     | Lu Ying-chi         | Christine Girard                  |
| Sollevamento pesi    | 69 kg maschile                    | Liao Hui         | Vencelas Dabaya     | Yordanis Borrero                  |
| Tiro                 | Pistola 50 metri maschile         | Jin Jong-oh      | Tan Zongliang       | Vladimir Isakov                   |
| Tiro                 | Double trap                       | Glenn Eller      | Francesco D'Aniello | Hu Binyuan                        |
| Tuffi                | Piattaforma 10 m sincro femminile | Cina             | Australia           | Messico                           |